# Saint-Germain-le-Rocheux
Saint-Germain-le-Rocheux este o comună în departamentul Côte-d'Or, Franța. În 2009 avea o populație de 90 de locuitori.

## Evoluția populației
| An        | 1975 | 1982 | 1990 | 1999 | 2006 | 2009 |
| --------- | ---- | ---- | ---- | ---- | ---- | ---- |
| Populație | 149  | 116  | 108  | 102  | 98   | 90   |